# Quintus Anicius Faustus
Quintus Anicius Faustus was een Romeins staatsman en militair, die actief was eind 2e eeuw - begin 3e eeuw. Hij was een telg van de Gens Anicia, een belangrijke Romeinse familie.
Onder keizer Septimius Severus was hij Legatus Augusti pro praetore van de provincia Numidia (197-201), daar werkte hij mee aan de opbouw van de Limes Tripolitanus. Voor zijn bewezen diensten kreeg in 198 de titel van Consul suffectus. In 202 werd hij overplaatst naar Moesië en in 205 viel hij in ongenade. Pas onder keizer Macrinus (217-218) werd hij in ere hersteld en kreeg hij de functie van Proconsul van de provincia Asia.
Een van zijn kinderen is gekend, Anicius Faustus Paulinus.